# Erythromma lindenii
Erythromma lindenii là loài chuồn chuồn trong họ Coenagrionidae. Loài này được Selys mô tả khoa học đầu tiên năm 1840.

## Hình ảnh

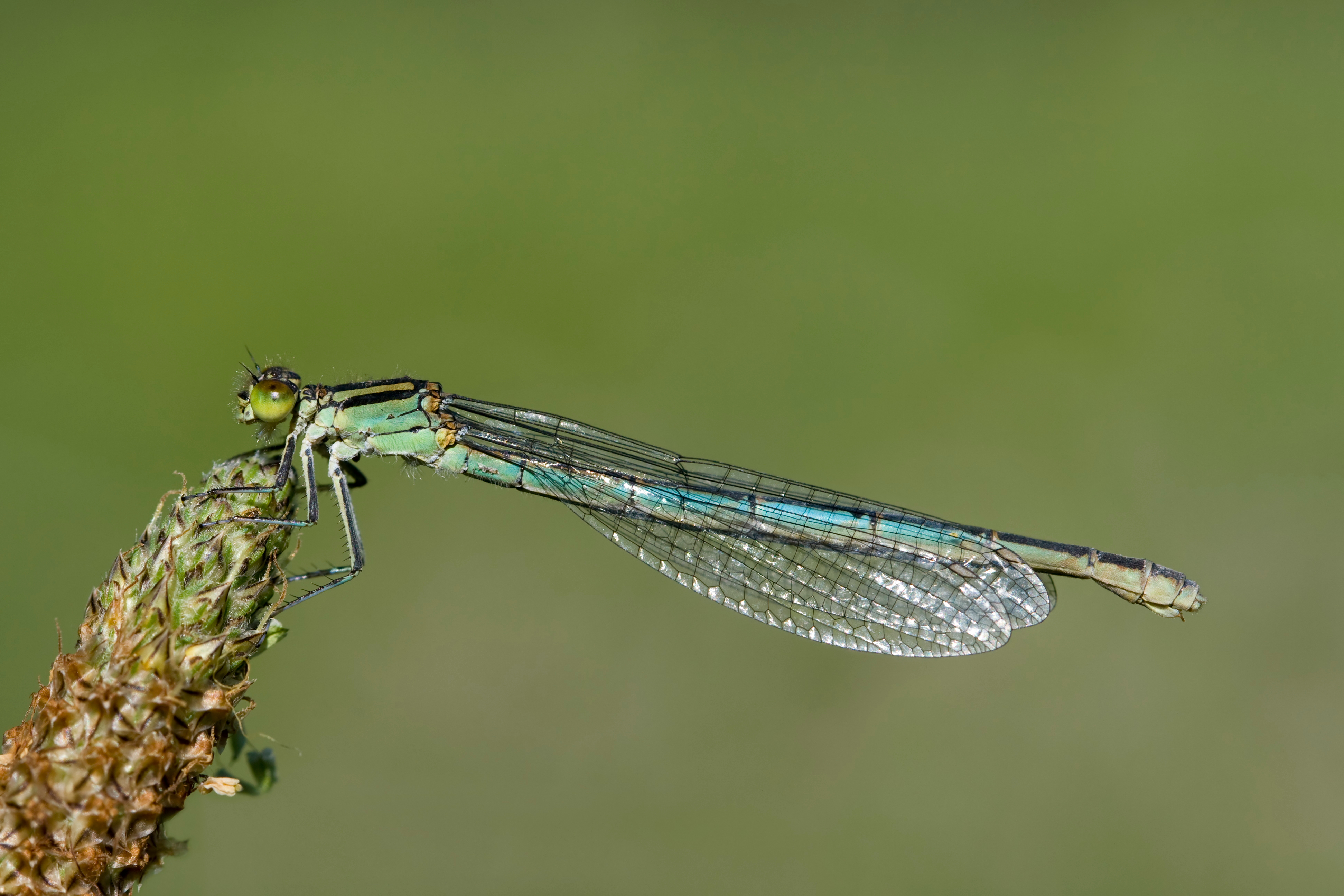
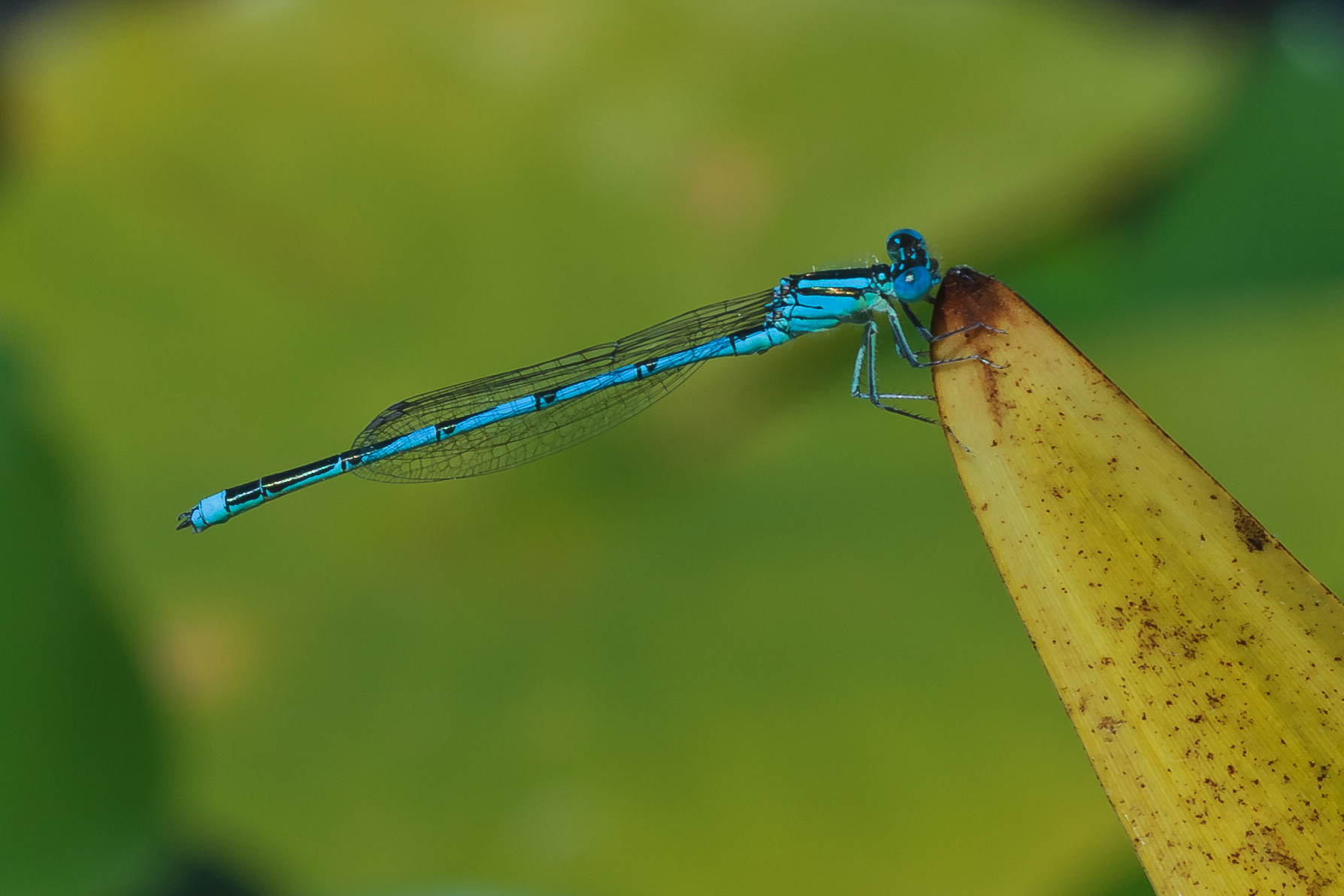
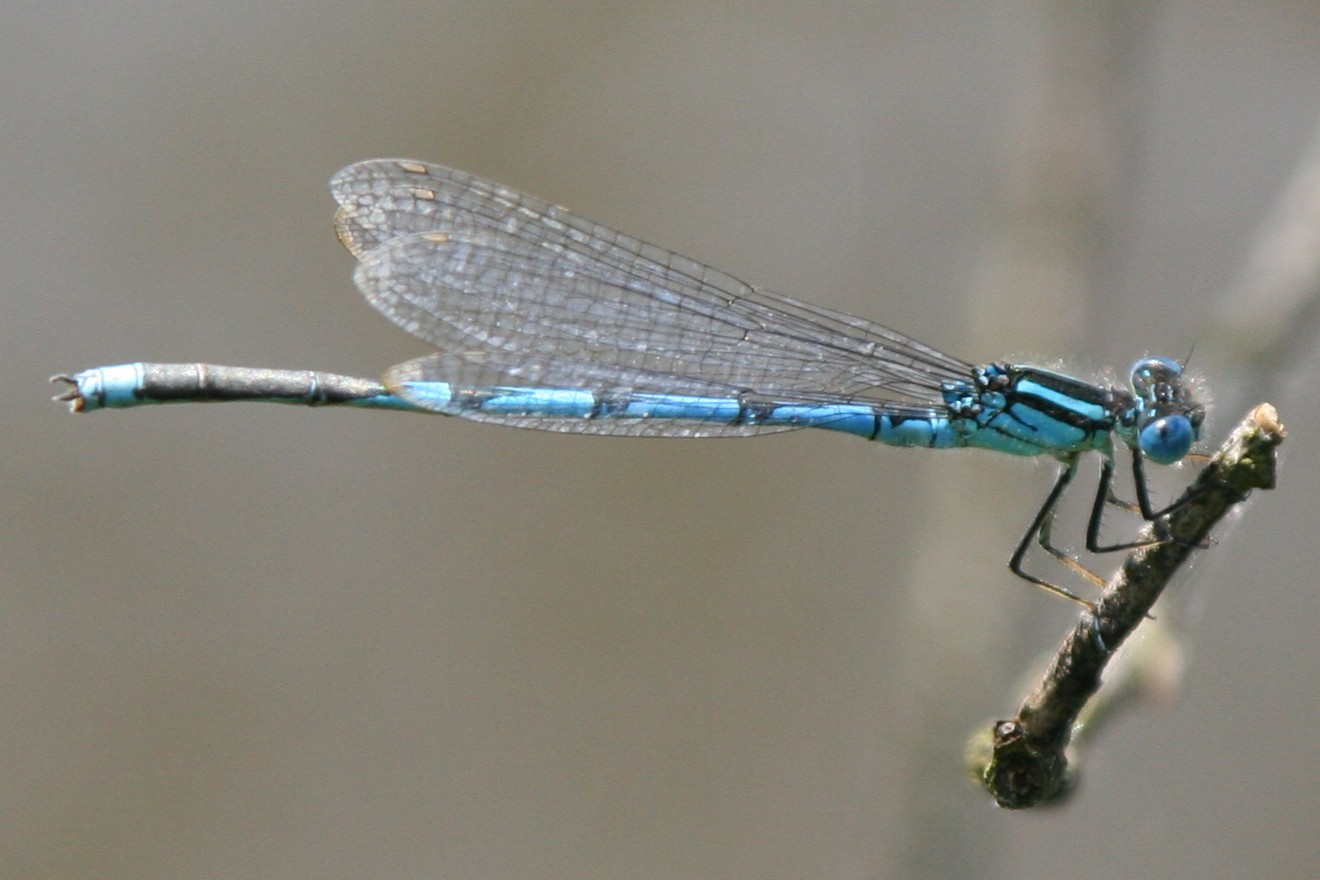
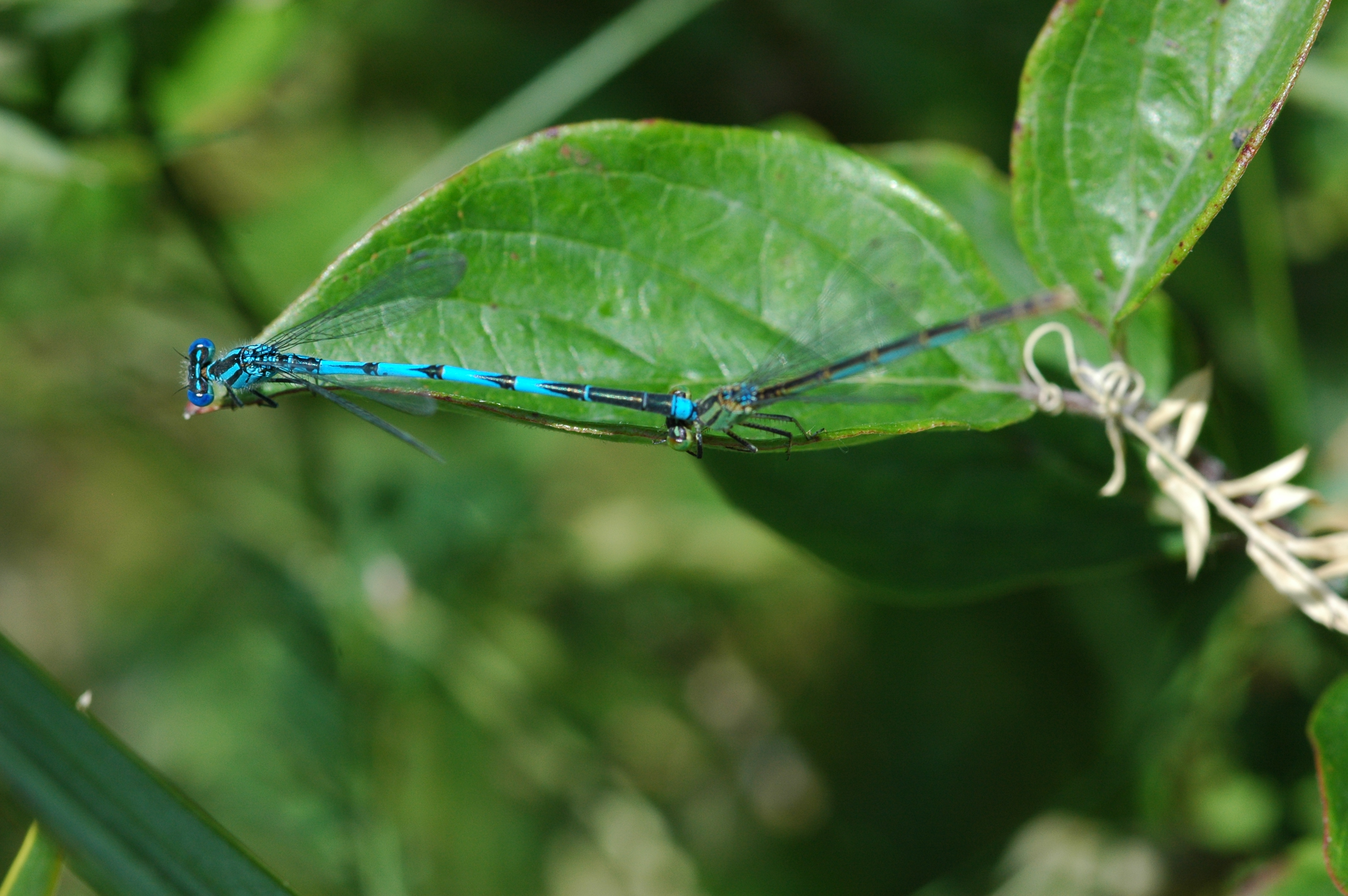